# Programozási nyelvek kategóriák szerint
A programozási nyelvek kategóriái
Léteznek általános célú és szakterület-specifikus programozási nyelvek.
- Szerkesztő (authoring) programozási nyelvek
  - Tutor
  - Coursewriter
  - PILOT
- Batch nyelvek
  - sh (a (Stephen) Bourne shell az AT&T-től)
  - Bash (a b(ourne)a(gain)sh(ell) a Gnu Project része)
  - Zsh
  - CLIST (MVS Command List)
  - csh (C-szerű shell a UC Berkeley-i Bill Joy-tól)
  - EXEC
  - EXEC2
  - ksh (a David K(orn)sh(ell) az AT&T-től)
  - REXX
- Fordítós (compiler) nyelvek
  - BASIC (számos változattal)
  - C++ (számos változattal)
  - Delphi (Borland Object Pascal fejlesztői rendszer)
  - Java (a Sun Microsystemstől)
  - Perl (Larry Wall-tól; általában értelmező)
  - Visual Basic (a Microsofttól)
  - RPG programozási nyelv (még számítógép ugyan nem volt, de már használták)
  - FORTRAN (az első magas szintű fordítós nyelv John Backustól, IBM)
  - Scheme (számos változattal, például Bigloo)
  - Lisp (számos változattal)
  - COBOL („lényeg az egyszerűség”)
  - Algol (a második magas szintű fordítós nyelv)
- A Kapcsos zárójeles nyelvek szintaxisában a kifejezés-blokkokat a kapcsos zárójelek ({ és }) határolják. Túlnyomórészt C stílusú nyelvekről van szó, mint például
  - Asymptote (grafikus mértani ábrákat előállító nyelv)
  - C (1970-től D. Ritchie és K. Thompson fejlesztésében a Bell Labs-től – közeli kapcsolatban van a Unix operációs rendszerrel)
  - C++
  - C# (C++ ill. java szerű nyelv a .NET projekthez)
  - ECMAScript (avagy JavaScript)
  - Java
  - Perl
  - Coyote (C változat programozási hibák elkerülésére kiélezve)
  - D (egy lépéssel a C után Walter Brighttól)
  - Pike (egy másik lépés a C után…)
  - PHP
  - R
- Az Adatfolyam programozási nyelvek virtuálisan leképezik a valós adatfolyamokat, amelyeket specifikálni szeretnénk programunkban. Általában különálló események kezelésére vagy adatfolyamok feldolgozására használjuk.
  - Report Program Generator
  - LabView
  - Max
  - Pure Data
- Az Adatorientált programozási nyelvek hatékony eszközök relációs adatok keresésére vagy módosítására, melyek általában táblákba rendezve, és különböző relációkkal összekapcsolva találhatók. Ilyenek:
  - dBase egy relációs adatbázis-kezelő nyelv
  - SQL
  - M (egy adatbáziskezelésre specializált ANSI standard általános felhasználású nyelv)
- Az Adatstruktúrált programozási nyelvek azok, melyek logikája hasonló struktúrában található, mint az adataik.
  - Lisp és származékai, mint Scheme és Tcl, valamint a TRAC. Mind listákat használ alapelveinek rendszerezésére.
  - FORTH, Poplog és Postscript (a műveleteket mind verem adatstruktúra alapján végzi)
  - APL (az adatokat és a kódot is tömbként kezeli – Kenneth Iversontól)
  - Sokak szerint az assembly programozási nyelvek is ide tartoznak
- Kiterjesztő (extension) programozási nyelvek egy másik rendszerbe beágyazott, azt kiegészítő nyelvek, és a bővítőszkriptek funkcióinak kihasználására használják. Gyakran valamilyen speciális célú hardver vagy segéd-processzor(ok) kihasználására készülnek
  - Guile
  - AutoLisp (a CAD rendszerek klasszikus script-nyelve már hosszú ideje)
  - Emacs Lisp (az Emacs szövegszerkesztőn belül működő, a rendszer bővítésén (bővítő-szkriptelésén) kívül akár általános célokra is használható nyelv
  - SQL
  - OpenCL egy C és C++ bővítés, amely a sokmagos grafikus-kártyák extrém sebességét nem csupán grafikai, hanem rengeteg számítást igénylő matematikai, statisztika vagy elemzési feladatokhoz használja, leginkább az illető feladat algoritmusában látható vagy megbújó párhuzamosságok hatékony kihasználásával
  - OptimJ
  - Tcl/Tk
- A Funkcionális programozási nyelvek a programokat és szubrutinokat mint matematikai függvényeket definiálják. Általában ezek a nyelvek más, nem-funkcionális elemeket is tartalmaznak, ezen elemek működését, maradandó hatását mellékhatásnak hívják
  - APL
  - F#
  - Lisp
  - ML
  - Ocaml
  - OPS5 programozási nyelv
  - Q
  - Scheme
  - Haskell (Haskell Curry matematikus nevéből)
  - Joy
- Értelmező programozási nyelvek
  - BASIC (és változatai)
  - C++ (főként korai változatai, újabban csak a tesztelési fázishoz használnak értelmezőt)
  - Perl (legtöbb változata)
  - VBScript
  - Lisp (főleg a korai változatok voltak interpreterek, később gépi kódra fordító rendszerek készültek, újabban (kb.15-20 éve) bájtkódra történik a fordítás, amit gyors értelmezőprogramok hajtanak végre)
  - R
  - Scratch (a programozással ismerkedő gyerekek számára készült vizuális környezet)
  - A legtöbb szkriptkezelő programozási nyelvek (lásd lejjebb)
- Szóelemző programozási nyelvek
  - Gnu Bison (az FSF Yacc verziója)
  - Lex (szóelemzés a Bell Labs-től)
  - Gnu FLEX (az FSF Lex verziója)
  - M4
  - Yacc (yet another compiler compiler a Bell Labs-től)
- A Logikai programozási nyelvekben attribútumok halmazát határozzuk meg, melyekből lépések halmazának alkalmazásával kapjuk meg az eredményt.
  - Prolog Horn logika és logikai döntés alapján értékeli ki az adatokat
  - Mercury a Prolog alapján készült
- Gépi kódú programozási nyelveket közvetlenül hajtja végre a központi egység (CPU). Tipikusan oktális vagy hexadecimális bitmintákkal dolgozik. Minden mintacsoport (egy vagy több bájt) végrehajt egy hardveres alapműveletet. Általában processzorfüggő nyelv, nem vihető át más rendszerbe. Hivatalosan a processzor gyártója szállítja. "Gépi-kódban programozni" elsősorban assembly-nyelven programozást jelent. Az Assembly a közvetlen gépi kódú programozás megkönnyítésére készült szimbolikus jelöléseket használó kódrendszer. Ezek a szimbolikus jelölések alkalmasabbak emberi megértésre a gépi kódnál. Lehetőségünk van szimbolikus címek használatára, amit az assembler abszolút címekre cserél. A legtöbb assembler alkalmas makrók, valamint szimbolikus konstansok kezelésére is. Általában egy családba tartozó processzorokhoz ugyanaz a nyelv használható. A következők számítanak egy-egy család alapjának:
  - Intel 80x86
  - Motorola 680x
  - Motorola 680x0
  - PowerPC
  - Intel 8080/8505
  - ARM
  - StrongARM
  - MOS Technology 6502
  - National 32032
  - Sun SPARC és UltraSPARC
  - MIPS R2000/R3000
- Az Eljáráselvű programozási nyelvek (másképp "Procedurális nyelvek")alapja a modularitás és a hatókör. Egy eljáráselvű program egy vagy több egységből (unit) vagy modulból (module) áll, minden egyes felhasználó egy kódkönyvtárból dolgozik. Minden modul egy vagy több eljárásból - függvényből, rutinból, szubrutinból, metódusból (az elnevezés az adott programozási nyelvtől függ) áll.
  - Ada
  - BASIC
  - C
  - C++ (C objektumokkal és más egyebekkel)
  - C# (a Microsofttól, továbbfejlesztett C a .NET-hez)
  - CFM
  - COBOL
  - Component Pascal (Oberon-2 variáns)
  - Object Pascal
  - ECMAScript (JavaScript)
  - FORTRAN
  - Java
  - Modula-2
  - Oberon-2 (továbbfejlesztett Modula-2, kisebb gyorsabb, biztonságosabb)
  - M
  - Pascal
  - Perl
  - PL/C
  - PL/1 (eredetileg IBM mainframes használatra készült)
  - Rapira
  - VBScript
  - Visual Basic
- Objektumorientált programozási nyelvekben az adatok objektumosztályokban vannak definiálva, melyek végrehajtható kódot is tartalmaznak (metódusok). Az örökléssel az egyes objektumosztályok kibővíthetők.
  - Ada 95
  - Asymptote (grafikus mértani ábrákat előállító nyelv)
  - C++
  - C#
  - Common Lisp
  - Object Pascal
  - ECMAScript (JavaScript a Netscape-től)
  - Eiffel
  - Java (közeli rokona a C++-nak, szemétgyűjtéssel, nem biztonságos alkotórészek eltávolításával, platformfüggetlen „bájtkód”, homokozó a biztonságért – a Sun Microsystemstől)
  - Modula-2 (adat absztrakció, információ elrejtés, erős tipizálás, teljes modularitás – N. Wirth-től)
  - Modula-3 (objektumorientált Modula-2)
  - NewtonScript
  - Oberon (objektumorientált Modula-2 alapváltozat)
  - Objective C
  - Perl 5
  - PHP
  - PowerBuilder
  - Python (értelmező)
  - R
  - Ruby
  - Sather
  - Self
  - Simula (az első objektumorientált nyelv Norvégiából)
  - Smalltalk (Xerox PARC)
  - VBScript (Microsoft Office makrónyelve)
  - Visual Basic
- Prototipizáló programozási nyelvek speciális objektumorientált programozási nyelvek melyekből az osztályok és hivatkozások megkülönböztetése megszűnt.
  - ECMAScript (JavaScript)
  - NewtonScript
  - Self
- Szabályalapú programozási nyelvek melyek szabályokat használnak egyes adathalmazok feltételeinek aktiválásához. A kiválasztott adathalmaz aktiválásakor a megfelelő szabály végrehajtódik.
  - OPS-5
  - Prolog
  - Clips
  - Jess
- A Szkriptkezelő programozási nyelvek (másképpen "Szkriptnyelvek") gyakran ismétlődő folyamatok automatizálása érhető el akár külső programok végrehajtása által. Számos összetett alkalmazásprogram (pl. grafikai-, műszaki tervező- vagy akár táblázatkezelő-, szövegszerkesztő-program) olyan beépített szkriptnyelvet biztosít, amelyek lehetővé teszik az alkalmazás fő feladatainak automatizált megoldását (más megközelítésből ezeket hívjuk alkalmazásprogramozási felületeknek, azaz API-nak).
  - Awk
  - AppleScript
  - EXEC
  - EXEC2
  - CLIST
  - FBSL
  - Perl
  - PHP
  - Python
  - REXX
  - Ruby
  - Tcl
  - VBScript
  - Számos shell mint például a UNIX shell vagy DCL VMS-en.
- Makrónyelv: beágyazott rövid futtatható kód szabadon formázott szövegben.
  - M4
  - C Preprocessor
  - PHP
  - Stage 2
  - olyan Makrónyelvek, mint amilyen a Tcl és az ECMAScript (Javascript) beépülve az alkalmazásokba, úgy viselkednek, mintha makrónyelvvé váltak volna.
- Turing tarpits (Nyelvek, melyek Turing-teljesek, ám a közönséges felhasználónak meglehetősen nehéz, vagy szinte lehetetlen értelmezni őket.[1])
  - Befunge
  - Brainfuck
  - INTERCAL
  - Unlambda
- Az XML-alapú nyelvek olyanok, amelyek az XML-en alapulnak, vagy azzal műveleteket tudnak végezni.
  - XSLT
  - XPath
- A Konkurens programozási nyelvek azok, amelyek fő célja processzek és szálak párhuzamos végrehajtása. Korábban erre ún. monitorokat használtak (ld.még szemaforok), ma már főleg szálspecifikus tárolók segítségével üzenetként adják a parancsokat a folyamatoknak. A folyamatok a végrehajtandó üzenetek gyűjteményei.
  - Concurrent Pascal (Brinch-Hansen-től)
  - Occam2
  - Pict
- Negyedik generációs programozási nyelvek ún. magas szintű nyelvek egy adatbázis-rendszer köré építve.
  - BuildProfessional
  - Today
  - GEMBASE
  - LINC
- Nem angol alapú programozási nyelvek
  - Var'aq – Klingon
  - HPL – Héber
  - Brainfuck

## Szabványos programozási nyelvek
| Nyelv           | Szabvány                     | Elérhető                                                                |
| --------------- | ---------------------------- | ----------------------------------------------------------------------- |
| ADA             | ISO 8652:1995                |                                                                         |
| APL             | ISO 8485:1989                |                                                                         |
| C               | ISO 9899:1990                | Letöltés                                                                |
| COBOL           | ISO 1989:2002                |                                                                         |
| C++             | ISO 14882:1998               |                                                                         |
| C#              | ISO 23270:2006               |                                                                         |
| Common Lisp     | ANSI INCITS 226-1994 (R2004) |                                                                         |
| ECMAScript      | ISO 16262:2002               |                                                                         |
| Extended Pascal | ISO 10206:1991               | Letöltés Archiválva 2009. augusztus 15-i dátummal a Wayback Machine-ben |
| FORTH           | ISO 15145:1997               |                                                                         |
| FORTRAN         | ISO 1539-1:2004              |                                                                         |
| Full Basic      | ISO 10279:1991               |                                                                         |
| M               | ISO 11756:1999               |                                                                         |
| Modula-2        | ISO 10514-1:1996             |                                                                         |
| Pascal          | ISO 7185:1990                | Letöltés Archiválva 2016. január 27-i dátummal a Wayback Machine-ben    |
| PL/1            | ISO 6160:1979                |                                                                         |
| Prolog          | ISO 13211-1:1995             |                                                                         |

## Külső hivatkozások
- Programozási nyelvek kategóriái
- Módszeres programozás (Fábián Zoltán)[halott link] (Pdf)
- Archiválva 2009. július 12-i dátummal a Wayback Machine-ben
- ISO Standards: Programming languages, their environments and system software interfaces